# Mesadactylus
Mesadactylus (il cui nome significa "dito del mesa") è un genere estinto di pterosauro vissuto nel Giurassico superiore (Kimmeridgiano–Titoniano), in quella che oggi è la Formazione Morrison del Colorado, Stati Uniti. Il genere contiene una singola specie, la specie tipo M. ornithosphyos, nominato nel 1989 da James Jensen e Kevin Padian. 

## Classificazione
L'olotipo di Mesadactylus (BYU 2024) è composto da un sinsacro di sette vertebre sacrali, caratterizzato da una fusione completa, unica nel suo genere per uno pterosauro, delle spine in una lama sopraneurale, un carattere, come indicato dal suo nome specifico ornithosphyos, più tipico degli uccelli, che ha inizialmente portato Jensen ad assegnare il fossile ad un uccello, Palaeopteryx.
Ulteriori resti associati includono ossa delle ali, ossa della cintura pettorale, vertebre (incluse cervice e sacrale) e femori. Del materiale aggiuntivo venne descritto nel 2004 (inclusa una scatola cranica parziale) e nel 2006; in quest'ultima pubblicazione, gli autori hanno suggerito che il suo contemporaneo Kepodactylus potrebbe rappresentare lo stesso animale, sebbene vi siano piccole differenze.
Jensen e Padian classificarono Mesadactylus come uno pterodactyloide. Nel 2007, S. Christopher Bennett affermò che l'olotipo e il materiale citato provenivano da forme diverse e che, mentre quest'ultimo era effettivamente di natura pterodactyloide, il sinsacro apparteneva a un membro di Anurognathidae.